# ميجان كافاناه

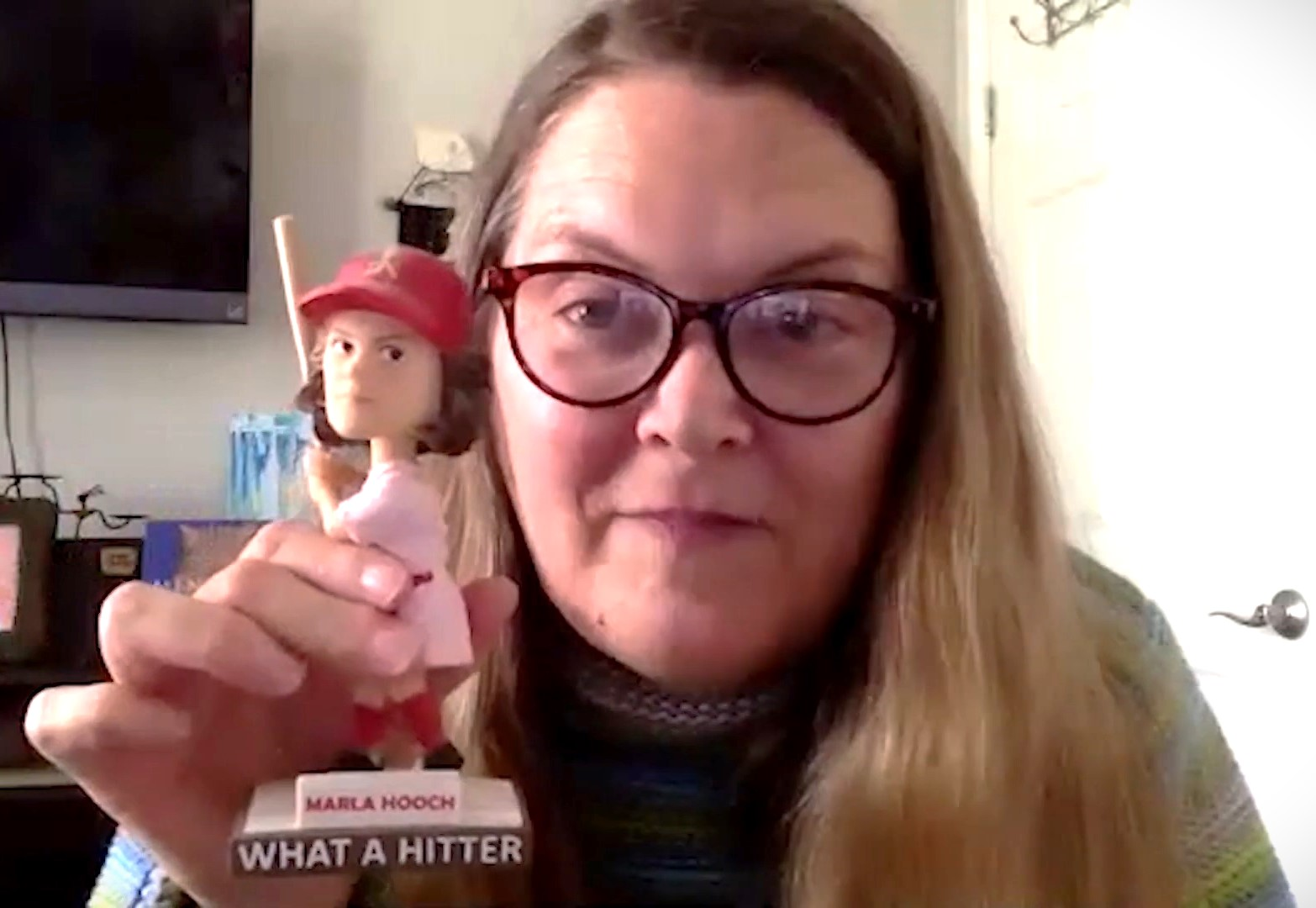
ميجان كافاناه في برنامج ديلان وفرانكي

ميجان كافاناه (بالإنجليزية: Megan Cavanagh) هي ممثلة أمريكية، ولدت في 8 نوفمبر 1960 بشيكاغو في الولايات المتحدة.

## أعمال

### مسلسلات
- الفتى العبقري

## وصلات خارجية
- ميجان كافاناه على موقع IMDb (الإنجليزية)
- ميجان كافاناه على موقع قاعدة بيانات الفيلم (الإنجليزية)